# Lentini
Lentini is een gemeente in de Italiaanse provincie Syracuse (regio Sicilië) en telt 24.441 inwoners (31-12-2004). De oppervlakte bedraagt 215,8 km², de bevolkingsdichtheid is 113 inwoners per km².

## Demografie
Lentini telt ongeveer 11190 huishoudens. Het aantal inwoners daalde in de periode 1991-2001 met 10,9% volgens cijfers uit de tienjaarlijkse volkstellingen van ISTAT.
| Jaar | Inwoneraantal |
| ---- | ------------- |
| 1991 | 27.764        |
| 2001 | 24.748        |

## Geografie
De gemeente ligt op ongeveer 53 m boven zeeniveau.
Lentini grenst aan de volgende gemeenten: Belpasso (CT), Carlentini, Catania (CT), Francofonte, Militello in Val di Catania (CT), Palagonia (CT), Ramacca (CT), Scordia (CT).

## Geschiedenis
Lentini was in de oudheid een Griekse kolonie, maar verloor in de Romeinse tijd aan importantie. Zie Leontini voor deze periode.
De Romeinse broers en martelaars Alphius, Philadelphus en Cyrinus kennen er een heiligenverering sinds de Byzantijnse Tijd. Ze liggen aan de basis van het bisdom Lentini, dat bestond van de 3e eeuw tot de 9e eeuw.
Tijdens de middeleeuwen legden de Arabieren en Tempeliers het Meer van Lentini aan. Het diende voor viskweek.

## Geboren
- Gorgias (5e-4e eeuw v.Chr.), Grieks redenaar, sofist en filosoof
- Enrico Arrigo Testa (13e eeuw), dichter, keizerlijk baljuw
- Tommaso Agni (13e eeuw), bisschop van Bethlehem, Latijns patriarch van Jeruzalem
- Ortensio Scammacca (1562-1648), dramaturg
- Filadelfo Insolera (1880-1955), hoogleraar wiskunde aan de universiteit van Turijn
- Rosario Mangiameli (1949), hoogleraar hedendaagse geschiedenis aan de universiteit van Catania
- Jeffrey Jey, geboren Gianfranco Randone (1970), zanger
- Salvo Vinci (1983), zanger